# Laura Bergallo
Laura Bergallo (Río de Janeiro, 1958) es una periodista, publicista, editora y escritora brasileña que ha incursionado en el género de la literatura infanto-juvenil. Es graduada en comunicación social con especialización en periodismo científico.
Debutó con Os Quatro Cantos do Mundo en 1986. En su carrera literaria ha recibido varios reconocimientos, entre ellos el Premio Adolfo Aizen 2006 de la Unión Brasileña de Escritores por su libro A Criatura, en la categoría mejor libro juvenil de los años 2004-2005. Además, en 2007 recibió el Premio Jabuti de Literatura en la categoría literatura juvenil por Alice no espelho, trabajo que también fue seleccionado para el catálogo de la 44.ª versión del Bologna Children's Book Fair 2007.
Su libro Jogo da Memória fue seleccionado para el catálogo de la 48.ª versión del Bologna Children's Book Fair 2011 y recibió el sello «altamente recomendable» por parte de la Fundación Nacional del libro infantil y juvenil (FNLIJ).

## Obra

### Para jóvenes
- Uma História de Fantasmas (LerBem Editora, 2001 - Editorial Lachatre, 2008) - publicado también en Estados Unidos.
- O Livrinho dos Espíritos (LerBem Editora, 2002 - Editorial Celd, 2006) - publicado también en Francia y Estados Unidos.
- O Evangelho Segundo o Espiritismo para Jovens (Editorial Lachatre, 2009)- publicado también en Estados Unidos.
- Os Quatro Cantos do Mundo (infantil, con ilustraciones de Maria Elisa Hoffman, Editorial Shogun-Arte, 1986).

Otros
- Um Trem para Outro Mundo (Editorial Saraiva, 2002).
- Tem Um Elefante no Meu Quarto (Franco Editora, 2003) .
- A Criatura (Edições SM, 2005).
- Alice no espelho (Edições SM, 2005).
- A Câmera do Sumiço (Editora DCL, 2007).
- Operação Buraco de Minhoca (Editora DCL, 2008).
- Supernerd - A Saga Dantesca (Editora DCL, 2009).
- Jogo da Memória (Escrita Fina Edições, 2010).
- Dom Quixote de La Plancha (Escrita Fina Edições, 2011).
- Teclando com o Além - O Xamado (Vida & Consciência, 2011).
- Cibermistérios e Outros Horrores (cuentos, Editora Rocco, 2011).

Para televisión
- Em Busca da Sombra (2002).